# Hamry (district de Chrudim)
Pour les articles homonymes, voir Hamry.
Hamry (en allemand : Hammergrund) est une commune du district de Chrudim, dans la région de Pardubice, en République tchèque. Sa population s'élevait à 219 habitants en 2022.

## Géographie
Hamry se trouve à 3 km au sud-est du centre de Hlinsko, à 26 km au sud-sud-est de Chrudim, à 35 km au sud-sud-est de Pardubice et à 114 km à l'est-sud-est de Prague.
La commune est limitée par Hlinsko au nord, par Jeníkov à l'est, par Vortová au sud, et par Studnice au sud-ouest et à l'ouest.

## Histoire
La première mention écrite de la localité date de 1353.

## Galerie

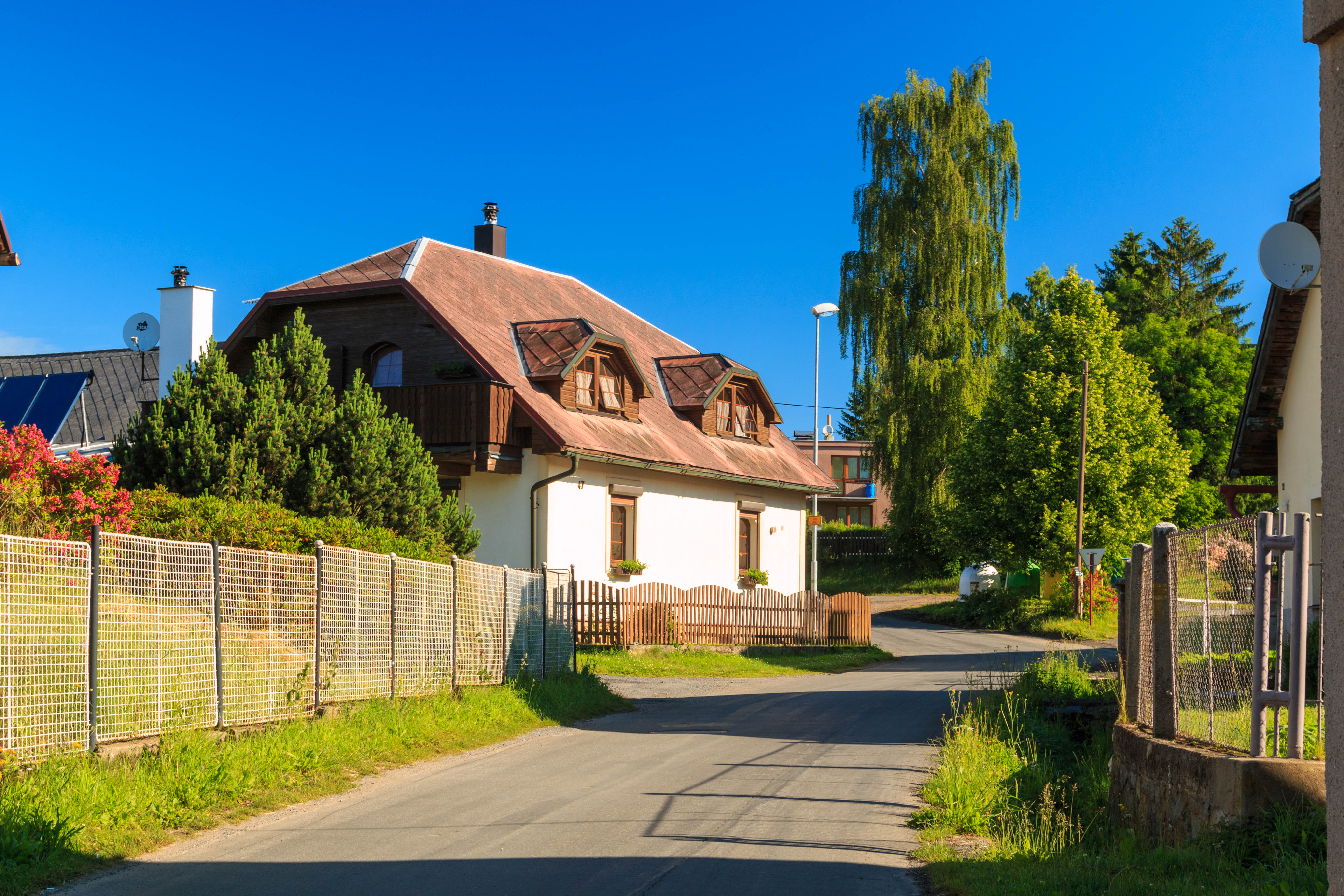
Rue de Hamry.
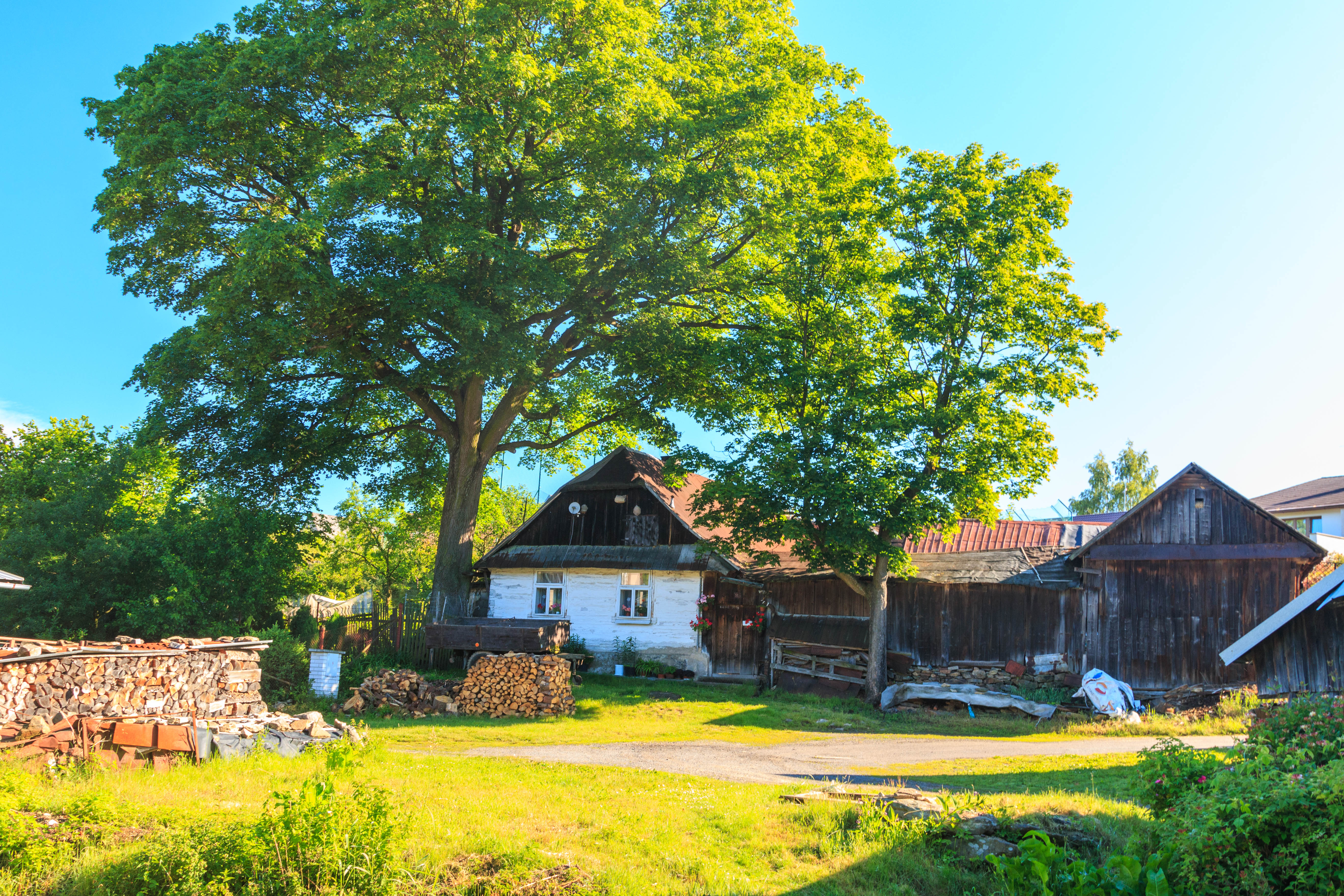
Maison rurale à Hamry.

## Transports
Par la route, Hamry se trouve à 4 km de Hlinsko, à 12 km de Ždírec nad Doubravou, à 34 km de Chrudim, à 43 km de Pardubice et à 150 km de Prague. 